# Lorenzo Onorati
Lorenzo Onorati (* 1947 in Rom) ist ein italienischer Filmregisseur von erotischen Filmen.
Onorati firmiert fast ausschließlich unter seinem Pseudonym Lawrence Webber bzw. Lawrende De Webb. In der Mehrzahl drehte er harte Pornofilme; einige kamen in soften Versionen auch in den „normalen“ Verleih, andere waren auf den internationalen Videomarkt ausgerichtet. Sein Debüt als Regisseur erfolgte 1980 bei einem Film mit Marina Frajese, er war bis Mitte der 1990er Jahre aktiv.

## Filmografie (Auswahl)
- 1980: Privatstunden der Lust (Cameriera senza… malizia)
- 1984: Caligula – Imperator des Schreckens (Roma– L'antica chiave dei sensi)
- 1986: Flavia – die Sexsklavin des Cäsar (Flavia)
- 1989: Lady Chatterley II (Lady Chatterley II)
- 1989: Lady Chatterley Story (La storia di Lady Chatterley)
- 1989: Die liebestolle Sexboutique (Boutique)
- 1989: Die scharfen Mädel aus dem Edelbordell (Rose Bluelight)